# Passió per Formentera
El Passió per Formentera es un ferry-crucero de la naviera española Baleària Eurolineas Marítimas.

## Historia
El buque, encargado en el año 2007, fue construido con el número de casco 1663 en el astillero Hijos de J. Barreras de Vigo para la naviera Baleària Eurolineas Marítimas. Su botadura tuvo lugar el 7 de marzo de 2009. El barco fue equipado en el astillero Estaleiros Navais de Viana do Castelo y finalizado el 11 de septiembre de 2009. Su construcción costó 42 millones de euros. El Passió per Formentera es uno de los cuatro ferries del programa de construcción denominado “Baleària+” que se encargaron al astillero vigués para la naviera dianense y es el más pequeño de estas cuatro unidades.
El barco se puso en servicio bajo bandera de Malta con su puerto base en La Valleta. Desde octubre de 2014 navega bajo bandera española con su puerto base en Santa Cruz de Tenerife. Realiza sus rutas entre Algeciras y el enclave español de Ceuta. Lleva el nombre de un eslogan turístico de la isla balear de Formentera. 

## Datos técnicos y equipamiento
Está propulsado por dos motores diésel cuatro tiempos-nueve cilindros del tipo Bergen B32:40L9P, cada uno de 4 500 kW de potencia. Los motores actúan sobre dos hélices de paso variable mediante engranajes reductores. La velocidad de crucero del barco es de unos 21 nudos. El barco está equipado con dos sistemas de control de propulsor transversal con hélices de paso variable, cada una con una potencia de 495 kW.
Cuenta con dos generadores de eje impulsados por los motores principales, cada uno con una potencia de 750 kW, y tres generadores Stamford impulsados por motores diesel Mitsubishi del tipo S6R2-MPTA, cada uno con una potencia de 560 kW. También se instaló un generador de emergencia accionado por un motor diésel de 280 kW de potencia.
El Passió per Formentera tiene seis cubiertas. Existe una plataforma continua para vehículos en la plataforma principal. Se puede acceder a él a través de una rampa de proa y una rampa de popa. La rampa de proa se encuentra detrás de una visera de proa que se abre por ambos lados. Sobre la plataforma continua para vehículos existe una plataforma para vehículos de altura ajustable. Cuenta con 304 metros de ancho disponibles en la plataforma continua para vehículos. Aquí se pueden transportar camiones y coches. En el piso para vehículos de altura regulable, que consta de dos módulos de 20,5 × 10,7 metros, están disponibles otros 236 metros de carril para el transporte de automóviles. La altura útil en el piso para vehículos continuo es de 4,5 metros. Cuando se utiliza la plataforma para vehículos de altura ajustable, la altura debajo es de 2,35 metros y en la plataforma para vehículos de altura ajustable es de 2,2 metros.
Por encima de las cubiertas de vehículos existen tres cubiertas con las zonas de pasajeros, camarotes para la tripulación del barco y el puente en la zona de proa. Entre otras dependencias, se encuentran salas con asientos y un restaurante de servicio rápido a disposición de los pasajeros. Cuenta con áreas abiertas con asientos en las cubiertas 5 y 6. La habilitación de la tripulación consta de seis camarotes individuales y siete dobles además de un salón. También dispone de quirófanos técnicos instalados en las cubiertas. El puente está cerrado en todo su ancho. Para una mejor visión general al atracar, soltar amarras y navegar en zonas estrechas.
Está equipado con dos estabilizadores de aletas. Su alcance es de alrededor de 2 200 millas náuticas y su homologación es para 800 personas (pasajeros y tripulación).